# Nagy barrakuda
A nagy barrakuda (Sphyraena barracuda) a sugarasúszójú halak (Actinopterygii) osztályának a sügéralakúak (Perciformes) rendjébe, ezen belül a nyilascsukafélék (Sphyraenidae) családjába tartozó faj.

## Előfordulása
A nagy barrakuda megtalálható a Csendes-, az Atlanti- és az Indiai-óceánban.

## Megjelenése

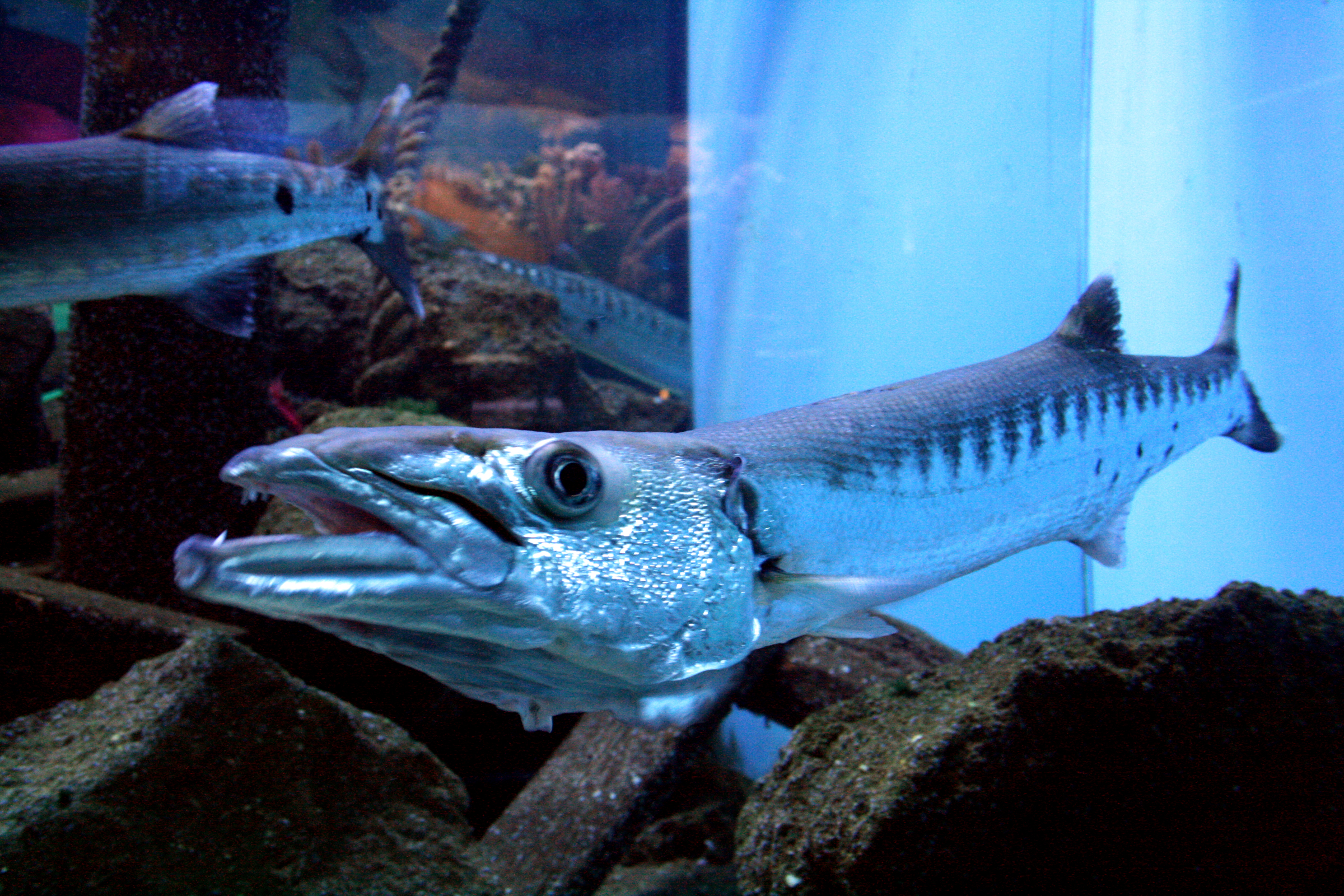
Nagy barrakuda egy csehországi akváriumban

Az állat 140 centiméter, esetenként akadnak 200 centiméteres hosszú példányok is. Testtömege 30-45 kilogramm, legfeljebb 50 kilogramm. E halfajnak 6 háttüskéje és 1 hastüskéje van; ezek mellett 9 hátsugara és 10 hassugara van. Farka villás; mindkét végén halvány folt található. A hal alsó részén, elszórtan több fekete pont van. Nagy feje lapos.

## Életmódja
Nappali ragadozó, főleg halakkal és puhatestűekkel táplálkozik. Néha egyedül vadászik, de gyakran több száz egyedből álló rajt alkot. Általában a nyílt vizeket kedvelik de bemerészkedhetnek a sekély vizekbe is, így a fürdőzőkre is veszélyt jelenthetnek, bár a barrakuda-támadások nagyon ritkák, halálos támadás pedig nem is történt eddig. Húsa mérgező, így a halászata be van tiltva. Természetes ellenségei a cápák, főleg a tigriscápák, amelyek jóval nagyobbak nála, és sokszor, mikor nem csapatosan vadásznak megtámadják őket.

## Szaporodása
A fiatal nőstény akár 5000 ikrát is lerakhat, viszont az idősebbek képesek 30 000 ikrát lerakni.